# Harald Lesch
Harald Lesch (né le 28 juillet 1960 à Gießen) est un astrophysicien allemand, philosophe de la nature. Il exerce comme professeur de physique à l'Université Louis-et-Maximilien de Munich et comme chargé de cours en philosophie naturelle à l'École de philosophie de Munich. Le grand public le connait également comme vulgarisateur scientifique (journaliste, présentateur à la télévision et lecteur de livres audio).

## Biographie
Harald Lesch est issu d'une famille d'aubergistes de la commune de Mücke en Hesse. Son père était électricien. Après avoir obtenu son diplôme baccalauréat  en 1978 à Grünberg, il étudie la physique et, en option, la philosophie, d'abord à l'Université Justus-Liebig de Gießen, puis à l'Université Rheinische Friedrich Wilhelm de Bonn, où il obtient son diplôme en 1984 avec un mémoire sur l'interaction du vent solaire avec le milieu interstellaire. En 1987, il passe un doctorat en Physique de l'Institut Max-Planck de radioastronomie sur les processus plasma non linéaires dans les noyaux galactiques actifs. Entre 1988 et 1991, Lesch est assistant de recherche au Landessternwarte Heidelberg-Königstuhl. De 1991 à 1995, il travaille comme assistant de recherche à l'Institut Max Planck à Bonn. En 1992, il exerce comme professeur invité à l'Université de Toronto. En 1994, il obtient son habilitation à l'Université de Bonn avec une thèse sur la Dynamique Galactique et les Champs Magnétiques.
Harald Lesch a un fils issu d'un premier mariage qui travaille comme ingénieur pour les énergies renouvelables,. Il a épousé en secondes noces l'astronome Cecilia Scorza, le août 2020.
Il se considère comme protestant « de la tête aux pieds, ». Selon lui, la science et la religion ne s'opposent pas : « Le monde doit être plus qu'une simple chose mesurable ». Lorsqu'on lui a demandé dans un talk-show s'il était croyant, Lesch a répondu : « Oui, je suis personnellement très convaincu que l'univers est imprégné d'un principe créateur ».

## Travaux scientifiques

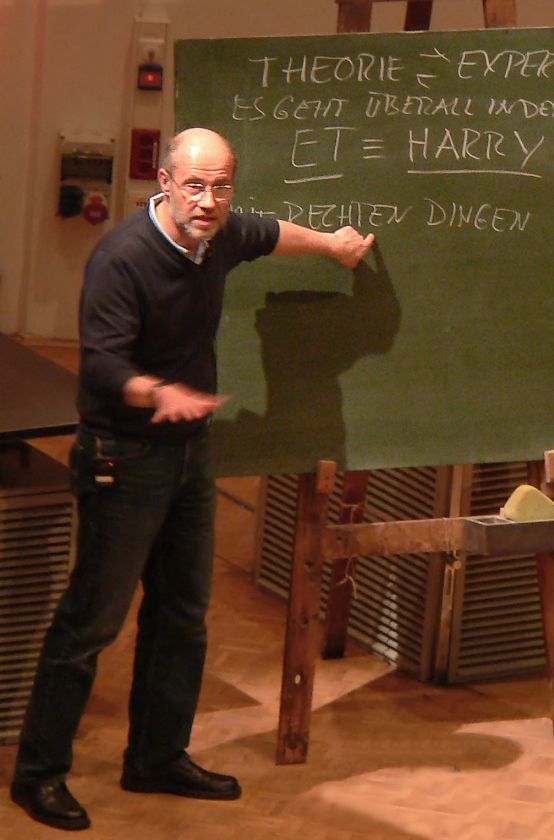
Lors d'une conférence, sur tableau est écrit son surnom Harry (2010)

Depuis 1995, Harald Lesch est professeur d'astrophysique à la chaire d'astronomie et d'astrophysique - astronomie d'observation et expérimentale à l'Observatoire de l'Université Ludwig-Maximilians de Munich. Il enseigne également la philosophie naturelle à l'École de philosophie de Munich. Ses principaux domaines de recherche sont la physique des plasmas cosmiques, les trous noirs et les étoiles à neutrons. En astrophysique, c'est un expert reconnu par la Fondation allemande pour la recherche et un membre de la Société allemande d'astronomie basée à Hambourg. Il est également auteur de livres documentaires.
Depuis 2005, Harald Lesch publie régulièrement des livres, en particulier avec l'historien des sciences Harald Zaun. On leur doit le best-seller L'histoire la plus courte de toute la vie.
Depuis 2014, Harald Lesch est également membre du conseil consultatif de la Fondation Heraeus Education et depuis 2015 du Conseil bavarois pour le climat.
Scopus crédite ce chercheur d'un h-index de 26 en 2021.

### Apparitions dans les médias grand public
Harald Lesch s'est fait connaître du grand public par ses apparitions, à la radio ou à la télévision allemande. Harald Lesch y apparaît seul dans des conférences d'une durée de 15 minutes ou lors d'une conversation avec un interlocuteur. De cette manière, il essaie de vulgariser auprès du grand public des concepts scientifiques et philosophiques complexes.

### Première apparition
En 1994, Lesch, avec Ranga Yogeshwar, Illobrand von Ludwiger et Heinz Rohde, prend part à un talk-show en direct animé par Peter Gatter intitulé Sont-ils vraiment là ? diffusé sur la chaîne ARD à Hambourg. Le déclencheur de la discussion a été le film documentaire controversé de Heinz Rohde OVNI... et pourtant ils existent !

#### ARD-alpha(ex BR-alpha)
Ce sont ses apparitions à la télévision en tant qu'animateur de l'émission scientifique Alpha-centauri, diffusée de 1998 à 2007 sur la chaîne de télévision éducative bavaroise ARD-alpha, qui ont lancé sa carrière à la télévision et à la radio.
Par la suite il est apparu sur la même chaîne dans plusieurs émissions : Dans Lesch & Co. (2001-2006) et Denker des Abendlandes (à partir de 2005), il parle de sujets philosophiques avec son ami, le professeur de philosophie Wilhelm Vossenkuhl . Avec l'émission d'Alpha à Omega (2003-2008) il traite des relations entre les sciences appliquées et la religion lors de conversations avec le théologien catholique Thomas Schwartz.
À l'occasion de l'année Einstein 2005, BR-alpha a diffusé une série en huit épisodes, la Physique selon Albert Einstein, dans laquelle une découverte scientifique d'Albert Einstein von Lesch était présentée et expliquée à chaque épisode. À partir d'août 2007, BR-alpha a diffusé l'émission hebdomadaire Les 4 éléments, qui traite de la nature du monde et d'épistémologie. La chaîne lance également le magazine LeschZug en 2007, dans laquelle Lesch était censé exprimer son opinion sur un sujet d'actualité alors qu'il se déplaçait dans le métro de Munich. Une seule émission a finalement été diffusée, dans lequel il parlait du défi du changement climatique.

#### SciFi
En 2006, il apparaît sur la chaîne de télévision thématique payante SciFi dans la série de conférences Star Trek – Science vs. Fictions, basée sur la science et les composants fictifs de Star Trek . D'avril à fin 2007, Lesch a animé l'émission hebdomadaire de 5 minutes sci xpert - Leschs Universum de SciFi, et répondait aux questions des téléspectateurs concernant la faisabilité des concepts de science-fiction (tels que : dans quelle mesure les grands vaisseaux spatiaux du film Independance Day sont-ils réalistes ?), mais aussi liés à des sujets purement scientifiques (par exemple Qu'est-ce que la gravité ? ). Au total, 35 émissions ont été diffusées.

#### ZDFetZDFneo
À partir de septembre 2008, il anime l' émission Abenteuer Forschung sur ZDF. Il a succédé à Joachim Bublath, qui avait animé cette émission pendant de nombreuses années. En 2012, il a remporté le prix de la télévision bavaroise pour The Way to the Super Child . L'émission a été renommée Lesch's Kosmos en 2014.
De 2010 à 2017, Lesch a animé l'émission d'un quart d'heure Leschs Kosmos sur ZDFneo, rebaptisée Frag den Lesch en 2013 au début de la deuxième saison. La chaîne vidéo Terra X Lesch & Co sur YouTube est née de cette série en 2016 avec pour producteurs ZDF et Objectiv Media.
En 2018, Lesch était l'invité de la 33ème émission du magazine politique de la ZDF Die Anstalt. Le sujet était le réchauffement climatique et comment la société y fait face.

## Récompenses

Harald Lesch reçoit le prix de la télévision allemande (2018)

- 1988 : Médaille Otto Hahn de la Max Planck Society pour sa thèse
- 1994 : Prix Bennigsen Foerder du Land de Rhénanie du Nord-Westphalie : "Chauffage des Nuages Galactiques à Grande Vitesse par Reconnexion Magnétique"
- 2004 : Prix du journalisme scientifique de la Fondation Grüter
- 2005 : Prix du Communicateur – Prix scientifique de la DFG et du Stifterverband pour la science allemande : pour ses apparitions télévisées et ses publications [14]
- 2005 : Médaille du journalisme scientifique de la Société allemande de physique
- 2009 : Médaille "Bene Merenti de Astronomia Norimbergensi" en or de la Société d'Astronomie de Nuremberg [15]
- 2009 : German IQ Prize de l' association Mensa en Allemagne : pour l'excellente animation de divers programmes télévisés de vulgarisation scientifique et ses contributions
- 2009 : Prix Bruno H. Bürgel
- 2009 : Pipe Smoker of the Year (Le discours élogieux a été prononcé par le musicien Stephan Sulke )
- 2011 : Membre honoraire de la Natural Research Society à Emden le 15. Mars 2011 : en reconnaissance de ses services pour rendre les connaissances scientifiques compréhensibles à un large public [16]
- 2012 : Prix de la télévision bavaroise en tant qu'animateur de l'émission Adventure Research : Drilling or chilling ? Le chemin vers le super enfant
- 2012 : Médaille Urania pour "engagement extraordinaire dans la communication scientifique"
- 2016 : Médaille constitutionnelle bavaroise en argent [17]
- 2017 : Médaille Lorenz Oken de la Société des scientifiques et médecins naturels allemands (GDNÄ)
- 2018 : Prix de la télévision allemande dans la catégorie "Meilleur info-divertissement"
- 2018 : Prix du conférencier Cicéron
- 2019 : Ordre bavarois du mérite [18]
- 2020 : Prix de la télévision allemande dans la catégorie Meilleur info-divertissement
- 2020 : Prix du livre bavarois - prix honorifique du Premier ministre bavarois [19]
- 2020 : Insigne d'honneur de la Société allemande de physique [20]
- 2022 : Prix Eduard-Rhein
- 2023 : Croix fédérale du mérite 1re classe

## Livres et publications
(août 2022).
- Avec Jörn Müller :
  - Big Bang, zweiter Akt. Auf den Spuren des Lebens im All. Bertelsmann, München 2003  (ISBN 978-3-570-00776-1)[21]
  - Kosmologie für helle Köpfe. Die dunklen Seiten des Universums. Goldmann, München 2006[22]
  - Weißt du, wie viel Sterne stehen? Wie das Licht in die Welt kommt. C. Bertelsmann, München 2008,  (ISBN 978-3-570-01054-9)[23]
  - Sternstunden des Universums. Von tanzenden Planeten und kosmischen Rekorden. C. Bertelsmann, München 2011,  (ISBN 978-3-570-10075-2)[24]
  - Hörbuch: Sternstunden des Universums. Lagato Verlag e.K., München 2012,  (ISBN 978-3-95567-959-0)[25].
  - Hörbuch: Sterne. Lagato Verlag e.K., Leipzig 2012,  (ISBN 978-3-95567-971-2)[26].
  - Kosmologie für Fußgänger. Eine Reise durchs Universum. Aktualisierte u. erweiterte Neuausgabe. Goldmann, München 2014,  (ISBN 978-3-442-15817-1)[27].
- Avec Quot-Team : 
  - Physik für die Westentasche. Piper, München und Zürich 2003,  (ISBN 978-3-492-04542-1)[28].
  - Quantenmechanik für die Westentasche. Piper, München und Zürich 2007,  (ISBN 978-3-492-05125-5)[29]
- Avec Harald Zaun : Die kürzeste Geschichte allen Lebens. Piper, München 2008,  (ISBN 978-3-492-05093-7)[30].
  - (Livre audio-CD): Über Gott, den Urknall und den Anfang des Lebens. GALILA Verlag, 2009,  (ISBN 978-3-902533-20-3)[31].
- Avec Friedemann Schrenk : 
  - Über die Evolution des Lebens, der Pflanzen und Tiere. MVG, 2019[32], (réédition d'un audio-livre de 2010)[33]
  - (Livre audio) Der Außerirdische ist auch nur ein Mensch. Unerhört wissenschaftliche Erklärungen. Knaus Verlag, München 2010,  (ISBN 978-3-938956-96-0)[34]
- Avec Wilhelm Vossenkuhl : 
  - Philosophie im Dialog. Komplett-Media, 2011,  (ISBN 978-3-8312-6456-8)[35]
- Avec Gudrun Mebs et Catharina Westphal (Illustrations) :
  - Erzähl mir was vom Himmel und der Erde. cbj, München 2011[36],
  - Philosophieren ist wie Kitzeln im Kopf. cbj, München 2013,  (ISBN 978-3-570-15621-6).
  - Evolution ist, wenn das Leben endlos spielt. cbj, München 2015,  (ISBN 978-3-570-17079-3).
- Avec Josef M. Gaßner : Urknall, Weltall und das Leben. Komplett-Media, 2012,  (ISBN 978-3-8312-0389-5). Hörbuch: 2014,  (ISBN 978-3-8312-0409-0).
- Avec Thomas Schwartz : Reden über Gott und die Welt. Theologie im Dialog. Komplett-Media, 2013,  (ISBN 978-3-8312-0396-3)..
- Avec Christian Kummer : Wie das Staunen ins Universum kam. Ein Physiker und ein Biologe über kleine Blumen und große Sterne. Patmos Verlag, 2016,  (ISBN 978-3-8436-0723-0).
- Avec Gudrun Mebs : Mit Mathe kann man immer rechnen. cbj Verlag, 2016,  (ISBN 978-3-570-17363-3).
- Avec Klaus Kamphausen :
  - Die Menschheit schafft sich ab – Die Erde im Griff des Anthropozän. Komplett-Media, 2016,  (ISBN 978-3-8312-0424-3).
  - Wenn nicht jetzt, wann dann? Handeln für eine Welt, in der wir leben wollen. Penguin Verlag, 2018.  (ISBN 978-3-328-60021-3).
  - Denkt mit! : wie uns Wissenschaft in Krisenzeiten helfen kann. Penguin Verlag, 2021.  (ISBN 978-3-328-60221-7).
  - Kosmologisch: Der Anfang von Allem. Die Entstehung des Himmels. Vom Stein zum Leben. Komplett-Media, 2017,  (ISBN 978-3-8312-0454-0).
  - Universum für Neugierige. Komplett-Media, 2017,  (ISBN 978-3-8312-0445-8).
  - Die Entdeckung der Gravitationswellen: Oder warum die Raumzeit kein Gummituch ist. C. Bertelsmann Verlag, 2017,  (ISBN 978-3-570-10348-7).
- Avec Ursula Forstner :
  - Ein Physiker und eine Philosophin spielen mit der Zeit: Mit einem Vorwort von Karlheinz Geißler. Patmos Verlag, 2019,  (ISBN 978-3-8436-1125-1)[37].
  - Wie Bildung gelingt. Ein Gespräch. Die Ursachen der Bildungskrise und Impulse für eine Bildungsreform. Argumente für eine wichtige Gesellschaftsdebatte mit den Thesen von Alfred North Whitehead. wbg Theiss in Wissenschaftliche Buchgesellschaft, Februar 2020,  (ISBN 978-3-8062-4083-2).
- Was hat das Universum mit mir zu tun?: Nachrichten vom Rande der erkennbaren Welt. C. Bertelsmann Verlag, Oktober 2019,  (ISBN 978-3-570-10334-0).
- Avec Thomas Schwartz : Unberechenbar. Das Leben ist mehr als eine Gleichung. Herder, 2020,  (ISBN 978-3-451-39385-3)[38].
- Avec Karlheinz Geißler et Jonas Geißler : Alles eine Frage der Zeit: Warum die »Zeit ist Geld«-Logik Mensch und Natur teuer zu stehen kommt. oekom verlag, 2021,  (ISBN 978-3-96238-248-3)[39].
- Avec Christian Holler, Joachim Gaukel et Florian Lesch : Erneuerbare Energien zum Verstehen und Mitreden. C. Bertelsmann Verlag, 2021,  (ISBN 978-3-570-10458-3)
- Avec Harald Zaun : Die unheimliche Stille: Warum schweigen außerirdische Intelligenzen und Superzivilisationen?. Herder Verlag, 2023,  (ISBN 978-3-451-39278-8)

- Autres ouvrages :
  - Nichtlineare Plasmaprozesse in aktiven galaktischen Kernen. Thèse de doctorat, Université de Bonn, 1987, DNB 880719311
  - Galaktische Dynamik und Magnetfelder. Thèse d'habilitation, Université de Bonn, 1994.
  - Sonne. 20 Gedichte aus fünf Kontinenten. Naturwissenschaftliche Einführung und astronomische Formeln von Harald Lesch. Liasse manuscrite sur papier Vélin d’Arches de 160 g/m² et Gmund Color de 100 g/m², 70 exemplaires numérotés et signés, GaragenDruck, Munich (pas de numéro ISBN, n'est pas déposé à la DNB).

## Divers
- L'astéroïde (35357) Haraldlesch, découvert en 1997, porte son nom en 2010[40].
- Harald Lesch est membre du conseil d'administration de la Haarer Bürgerstiftung[41].
- Avec Josef M. Gaßner, Andreas Müller, Hartmut Zohm et d'autres, il dirige la chaîne YouTube "Big Bang, Universe and Life".